# Comunidad hebrea de Guadalajara
La Comunidad Hebrea de Guadalajara, llamada también Kehila Masortit, fue fundada en el año 2003 por un grupo de familias que decidieron continuar con la práctica del judaísmo conservador en la ciudad, luego que la Comunidad Israelita de Guadalajara decidió adoptar el rito ortodoxo.
Hoy en día, la Comunidad Hebrea de Guadalajara cuenta con 190 miembros. Desde septiembre de 2006, y hasta principio del 2013 fue liderada por el rabino Joshua Kullock.
La comunidad cuenta con un blog y un podcast que se actualizan semanalmente. Asimismo, transmite clases desde su propio canal de televisión por internet.

## Presencia judía en Guadalajara, Jalisco
La presencia de judíos en Guadalajara se remonta a los inicios del siglo XX, cuando arribaron desde Europa las primeras familias de inmigrantes. De acuerdo con Cristina Gutiérrez Zúñiga, durante la década de 1920 se comenzaron a fundar las primeras instituciones comunitarias, y el Panteón Israelita fue la primera de ellas, constituyéndose formalmente el 19 de diciembre de 1925.
Hacia 1950, y luego de haber funcionado de manera conjunta por varios años, los sectores sefaradí y ashkenazí deciden separar sus locales de reunión y rezo, así como también sus finanzas, quedando el colegio israelita recientemente fundado a cargo de la comunidad ashkenazí.
Fue solo años más tarde cuando las dos comunidades existentes deciden unificarse, constituyéndose entonces la Comunidad Israelita de Guadalajara, A.C., el 17 de julio de 1963. De acuerdo a los documentos fundacionales, el objeto social de tal asociación era: "La unión y la ayuda mutua de los israelitas residentes en Guadalajara, y el fomento de la fraternidad israelita, el mejoramiento moral, cultural y deportivo de los asociados, la promoción y realización de eventos sociales, culturales, deportivos y de beneficio social."
Hasta la década del '70, la comunidad se identificaba a sí misma con la orientación ortodoxa del judaísmo, contando con el servicio de varios hombres locales para dirigir los servicios y la vida ritual. Pero de acuerdo con Gutiérrez Zúñiga, en opinión de los jóvenes dirigentes de la época, el rito ortodoxo tenía pocas perspectivas en una pequeña comunidad diaspórica de orígenes diversos y carente de dirección rabínica por tantos años. En ese contexto se realiza el contacto con el Seminario Rabínico Latinoamericano, de orientación conservadora. Incluso el líder del movimiento, el Rabino Marshall Meyer, viajó a Guadalajara y se establecieron las bases para que el Rabino Aaron Kopikis ocupara en 1974 el puesto de rabino. Kopikis fue el primer rabino ordenado que se desempeñó en la comunidad.
La afiliación al movimiento conservador sirvió también para unificar el ritual de ashkenazíes y sefaradíes adoptando desde entonces el modelo del hebreo israelí. De la misma manera, se incorporó el español como idioma en ciertos espacios del ritual. Hombres y mujeres comenzaron a sentarse juntos en el recinto sinagogal, y se introdujeron instrumentos musicales para acompañar la plegaria.
Cuando en 1977 el Rabino Kopikis fue invitado a ocupar una plaza en la Ciudad de México, el Rabino Shmuel Szteinhendler ocupó su lugar hasta 1996.
Hacia comienzos del siglo XXI, una nueva camada de dirigentes comienza a buscar nuevamente el contacto con el mundo judío ortodoxo, llegando a decidir el cambio hacia esa línea y la disolución del rabinato conservador de la ciudad. Es a partir de esa decisión, que la comunidad judía vuelve a quebrantarse, quedando dividida entre aquellos que optaron por la contratación de un nuevo rabino de tendencia ortodoxa, y aquellos que decidieron renunciar a la comunidad y abrir un nuevo espacio para seguir sosteniendo la forma de vida planteada por el movimiento conservador.
Durante los primeros meses de existencia, la nueva comunidad contó con los servicios del rabino Alejandro Mlynski, quien fuera el último rabino conservador de la Comunidad Israelita de Guadalajara antes de la ruptura. Una vez que el rabino Mlynski terminó sus funciones, la Comunidad Hebrea de Guadalajara comenzó a contar con la ayuda y asistencia del doctor Daniel Fainstein, exrector de la Universidad Hebraica de México y exdecano del Seminario Rabínico Latinoamericano, quien visitaba la ciudad de Guadalajara dos veces por mes.